# Raïssa Stroutchkova
Raïssa Stepanovna Stroutchkova (Russe Раиса Степановна Стручкова), née le 5 octobre 1925 et morte le 2 mai 2005, est une danseuse russe et soviétique et une artiste du peuple de l'URSS.

## Biographie
Stroutchkova est née le 5 octobre 1925 à Moscou d'un employé d'usine. Elle a étudié à l'École de Ballet de Moscou, son professeur étant Elizaveta Gerdt. En 1944, elle est diplômée de l'école de Ballet du Bolchoï et en devient membre la même année. Deux ans plus tard, elle est apparue dans le ballet intitulé La Fille mal gardée où elle joue le rôle de Lise qui devient son premier grand rôle. Bien que les anciens danseurs de ballet, à partir de 1945, aient fait Cendrillon, elle l'a perfectionné en 1947 en devenant elle-même Cendrillon. Contrairement à d'autres danseuses de ballet célèbres de l'époque, telles que Galina Oulanova et Maïa Plissetskaïa , elle n'est pas devenue une star internationale, mais le rôle de Cendrillon l'a rendue célèbre dans tout le pays. En 1949, elle a interprété l'Aurore dans Coppélia et la même année a joué le rôle de Paracha dans Le Cavalier de bronze. Tout au long de sa carrière, elle a dansé comme soliste des ballets comme Giselle, Don Quichotte, Le Lac des cygnes, la Belle au bois dormant, Casse-Noisette, et beaucoup, beaucoup d'autres. Plus tard, elle est devenue enseignante de ballet en 1962 à l'Institut des arts du théâtre (GITIS) et en 1978 elle devient répétitrice au Bolchoï. Elle a été cofondatrice de Ballet magazine et y a travaillé en tant que rédactrice en chef de 1981 à 1995. 
Elle est morte à Moscou le 2 mai 2005 à l'âge de 79 ans. Elle était l'épouse du danseur Alexandre Lapaouri.